# Alan Kelly (homme politique)
Alan Thomas Kelly (né le 13 juillet 1975) est un homme politique et auteur irlandais qui est Teachta Dála (TD) pour la circonscription de Tipperary depuis les élections générales de 2016 et député pour la circonscription de Tipperary Nord de 2011 à 2016.
Il est chef du Parti travailliste d'avril 2020 à mars 2022, ministre de l'Environnement, des Communautés et des Gouvernements locaux et chef adjoint du Parti travailliste de 2014 à 2016 et ministre d'État de 2011 à 2014. Il est membre du Parlement européen pour la circonscription Sud de 2009 à 2011 et sénateur du Panel agricole de 2007 à 2009.

## Jeunesse
Kelly est originaire de Portroe, juste à l'extérieur de Nenagh, dans le comté de Tipperary. Il est le fils de Tom et Nan Kelly et grandit dans une petite ferme laitière. Son père quitte l'agriculture à la suite de l'introduction de quotas laitiers par l'Union européenne dans les années 1980 et trouve un emploi sur les routes pour le conseil départemental local,. Formé à Nenagh CBS, il fréquente ensuite l'University College Cork (UCC), où il obtient un baccalauréat en anglais et en histoire en 1995. Deux ans plus tard, il obtient une maîtrise en histoire politique. Kelly poursuit ses études au Boston College, où il obtient un certificat en leadership en 1999. Il retourne en Irlande peu de temps après et complète ses études avec un MBS en commerce électronique en 2002. Kelly travaille ensuite comme responsable eBusiness chez Bord Fáilte et Fáilte Ireland.

## Carrière politique

### Début de carrière
Au cours de sa dernière année d'école secondaire, Kelly fait campagne pour le Parti travailliste lors des élections générales de 1992. Il reste militant de gauche à l'université, créant la branche Jim Kemmy du Parti travailliste à l'UCC. Il s'implique ensuite dans un certain nombre d'élections partielles et de campagnes électorales locales à Cork et dans la région plus large de Munster. Il a déclaré qu'il avait été « politiquement socialisé à Cork ».
Kelly devient président de Labour Youth en 2000, après avoir été coprésident. En 2001, il est membre du Conseil général. En 2001 et 2002, il est directeur de l'école d'été Tom Johnson et membre du comité de planification des élections générales au cours de la période 2001-2002,.
En 2007, Kelly est élu au Seanad Éireann au sein du Panel agricole. Plus tard en 2007, Eamon Gilmore, le chef nouvellement élu du Parti travailliste, nomme Kelly porte-parole pour le tourisme et porte-parole au Seanad pour les finances et le gouvernement local.
Lors des élections au Parlement européen de 2009, Kelly est élu pour la circonscription Sud, remportant le dernier siège dans une bataille serrée entre lui, Toireasa Ferris du Sinn Féin et l'indépendante Kathy Sinnott,.

### Dáil Éireann (2011-présent)

#### Ministre d'État (2011-2014)
Kelly se présente aux élections générales de 2011 dans la circonscription de Tipperary Nord et remporte le scrutin, recevant 9 559 voix de première préférence (19,8 %) et obtenant le troisième et dernier siège aux dépens du député en exercice du Fianna Fáil, Máire Hoctor. Phil Prendergast le remplace comme député européen de la circonscription Sud.
Après la formation d'un gouvernement de coalition Fine Gael-Travailliste, Kelly est nommé ministre d'État au ministère des Transports, du Tourisme et des Sports, responsable des transports publics et de banlieue,,. Kelly commence à recevoir des menaces de mort au cours de cette période.

#### Direction adjointe du Parti travailliste et ministre (2014-2016)
Il est élu chef adjoint du Parti travailliste le 4 juillet 2014. Le 11 juillet 2014, il est nommé ministre de l'Environnement, des Communautés et des Gouvernements locaux, succédant à Phil Hogan, nommé commissaire européen. En tant que ministre, Kelly annonce un gel des loyers pendant deux ans pour lutter contre la crise du logement.
Kelly est nommé directeur des élections du parti travailliste et président du comité de campagne nationale du parti pour les élections générales de 2016. Après les élections, Kelly reste ministre de l'Environnement, de la Communauté et des Gouvernements locaux jusqu'en mai 2016 au cours de négociations prolongées sur la formation du gouvernement.

#### Candidature au leadership (2016-2020)
En mai 2016, Kelly annonce son intention de briguer la direction du Parti travailliste. Cependant, il échoue à obtenir les parrainages de ses collègues parlementaires, ce qui aboutit à la nomination sans opposition de Brendan Howlin comme nouveau chef,,.
Dans une interview à Hot Press en 2017, il se décrit comme un catholique pratiquant et déclare qu'il est très libéral sur « la plupart des questions ». Il se déclare opposé à la légalisation de la prostitution, mais favorable à la légalisation de la marijuana.
En août 2018, Kelly se présente contre Howlin pour la direction du parti,. Il échoue faute de soutien de ses collègues parlementaires. L' Irish Independent qualifie ses efforts pour devenir leader de « persistants ».
Aux élections générales de 2020, Kelly est réélu pour la circonscription de Tipperary, obtenant 13 222 votes de première préférence (9,6 %) et obtenant le quatrième des cinq sièges. En 2020, Kelly est porte-parole du Labour en matière de santé.

#### Chef du Parti travailliste (2020-2022)
Brendan Howlin démissionne de son poste de chef du parti après les élections générales de 2020. Kelly est parrainé lors de l'élection à la direction par deux des six députés du parti, Seán Sherlock et Duncan Smith. Il est également publiquement soutenu par les anciens députés travaillistes Jan O'Sullivan et Willie Penrose. En lançant sa campagne électorale, Kelly déclare qu'une reconstruction complète du Parti travailliste est nécessaire. Le 3 avril 2020, il est désigné nouveau chef du Parti travailliste, après avoir remporté 55 % des voix. Kelly se fait remarquer pour son style franc après son élection à la tête du parti. En mai 2020, il semblait exclure la possibilité de former un gouvernement de coalition.
Il annonce sa démission de son poste de chef du parti le 2 mars 2022, invoquant le manque de confiance de ses collègues du parti dans son leadership. Il annonce qu'il reste député pour Tipperary. À l'issue d'une élection où elle est seule candidate, Ivana Bacik succède à Kelly le 24 mars.

## Vie privée
Kelly est marié à Regina O'Connor, une enseignante du primaire qui a grandi à Waterville, dans le comté de Kerry. Le couple a deux enfants ; une fille et un fils. Son frère est l'ancien envoyé spécial américain pour l'Irlande du Nord et ancien PDG de Teneo, Declan Kelly. Il est l'auteur de A Political History of County Tipperary 1916-1997.